# Armand Béhic (paquebot)
Pour les articles homonymes, voir Armand Béhic.
L’Armand Béhic est un paquebot français des Messageries maritimes. Mis en service en 1891, il porte le nom de l'homme politique français Louis Henri Armand Béhic. Il sert à destination de l'Australie et de la Nouvelle-Calédonie.

## Histoire
Il est lancé le 26 avril 1891 depuis le port de La Ciotat. Il port le nom de Tasmanien et est par la suite renommé Armand Béhic au décès de l'homme politique français éponyme, également fondateur des Messageries maritimes. Il fait partie d'une série de plusieurs paquebots : ses sister-ships sont le Ville de la Ciotat, l’Australien et le Polynésien. Troisième paquebot construit, il ressemble beaucoup aux trois autres. De 1891 à 1903, il est chargé de la ligne maritime allant de la Méditerranée jusqu'en Australie et en Nouvelle-Calédonie, puis, de 1903 à 1912 jusqu'à d'autres ports de l'Extrême-Orient.
Pendant la Première Guerre mondiale, en 1915, il participe au débarquement au cap Helles des soldats français, lors de la bataille des Dardanelles. Du port de Toulon le 2 mars de la même année, il transporte le 1er échelon du corps expéditionnaire d'Orient (cf. Armée française d'Orient) : il accoste à Lesbos, part le 28 mars pour arriver le 30 du même mois dans le port d'Alexandrie. Le 19 avril, l'ancien paquebot transporte la 1re compagnie de zouaves du régiment de l'Armée d'Afrique (cf. 1er régiment de zouaves) ainsi qu'une batterie de 75 mm, jusqu'à Moudros, arrivés le 27 avril. Il poursuit son services après guerre, seul survivant parmi ses sister-ships ; il est démantelé en octobre 1924.
Parmi ses passagers, on compte le peintre Paul Gauguin, embarqué à Sydney le 27 juillet 1893 et arrivé à Marseille le 30 août ; il était arrivé le 26 juillet à bord du bateau Tanais, en provenance de Nouméa. Le militaire Jean-Baptiste Marchand embarque sur l’Armand Béhic en septembre 1900, afin de rejoindre la Chine et le corps expéditionnaire français engagé contre la révolte des Boxers.

## Source
- Site des Messageries maritimes